# Circuito Brasileiro de Voleibol de Praia Masculino Sub-21 de 2022
O Circuito Brasileiro de Voleibol de Praia Sub-21 de 2022, também chamado de Circuito Banco do Brasil de Vôlei de Praia Sub-21, foi a vigésima edição da principal competição nacional de Vôlei de Praia na categoria Sub-21 na variante masculina, prevista para iniciar em 28 de janeiro de 2022. Entre as mudanças no regulamento para a temporada, está a premiação ao campeão de cada etapa: uma vaga na fase principal do Aberto adulto seguinte. Além disso, a pontuação obtida no torneio de base passa a valer para o ranking adulto, com os atletas que subirem ao pódio recebendo passagem aérea individual para qualquer etapa do Circuito Brasileiro..

## Resultados

### Circuito Sub-21
| Evento                                                         | Ouro                          | Prata                         | Bronze                        | Quarto lugar                   |
| 1ª Etapa Saquarema, Rio de Janeiro 27 a 30 de janeiro de 2022. | / Samuel Bello Nico Capretti  | / Denilson Sobral Isac Adolfo | / Pedro Oliveira Vilsomar     | / Negugu João Pedro            |
| 2ª Etapa Itapema, Santa Catarina 8 a 10 de abril de 2022.      | / Samuel Bello Nico Capretti  | / Denilson Sobral Isac Adolfo | / Pedro Oliveira Vilsomar     | / Pablo Henrique Acioly Negugu |
| 3ª Etapa João Pedro, Paraíba 14 a 16 de setembro de 2022.      | Cadu Vidal Tonny Cáceres      | / Negugu Vilsomar             | / Denilson Sobral Isac Adolfo | / Samuel Bello Nico Capretti   |
| 4ª Etapa Niterói, Rio de Janeiro 9 a 11 de novembro de 2022.   | / Denilson Sobral Isac Adolfo | Cadu Vidal Tonny Cáceres      | / Pedro Oliveira Vilsomar     | Victor Cabral Gabriel Dourado  |